# Sayat
Sayat ist eine französische Gemeinde mit 2519 Einwohnern (Stand: 1. Januar 2022) im Département Puy-de-Dôme in der Region Auvergne-Rhône-Alpes. Sie gehört zum Arrondissement Riom und zum Kanton Cébazat (bis 2015: Kanton Gerzat).
Zur Gemeinde gehört neben dem Kernort noch die Ortschaft Argnat.

## Geographie
Sayat liegt sechs Kilometer nordnordwestlich von Clermont-Ferrand am Fluss Bédat. Umgeben wird Sayat von den Nachbargemeinden Volvic im Norden, Malauzat im Nordosten, Blanzat im Osten und Südosten, Nohanent im Süden sowie Chanat-la-Mouteyre im Westen und Südwesten.
Die Gemeinde gehört zum Weinbaugebiet Côtes d’Auvergne.

## Bevölkerungsentwicklung
| Jahr                       | 1962 | 1968 | 1975 | 1982 | 1990 | 1999 | 2006 | 2012 |
| Einwohner                  | 1038 | 1215 | 1733 | 1996 | 2208 | 2256 | 2258 | 2155 |
| Quellen: Cassini und INSEE |      |      |      |      |      |      |      |      |

## Sehenswürdigkeiten
- Kreuzerhöhungskirche (Église de l'Exaltation-de-la-Sainte-Croix) im Ortsteil Argnat
- Kapelle
- Schloss Féligonde, seit Beginn des 17. Jahrhunderts nachgewiesen

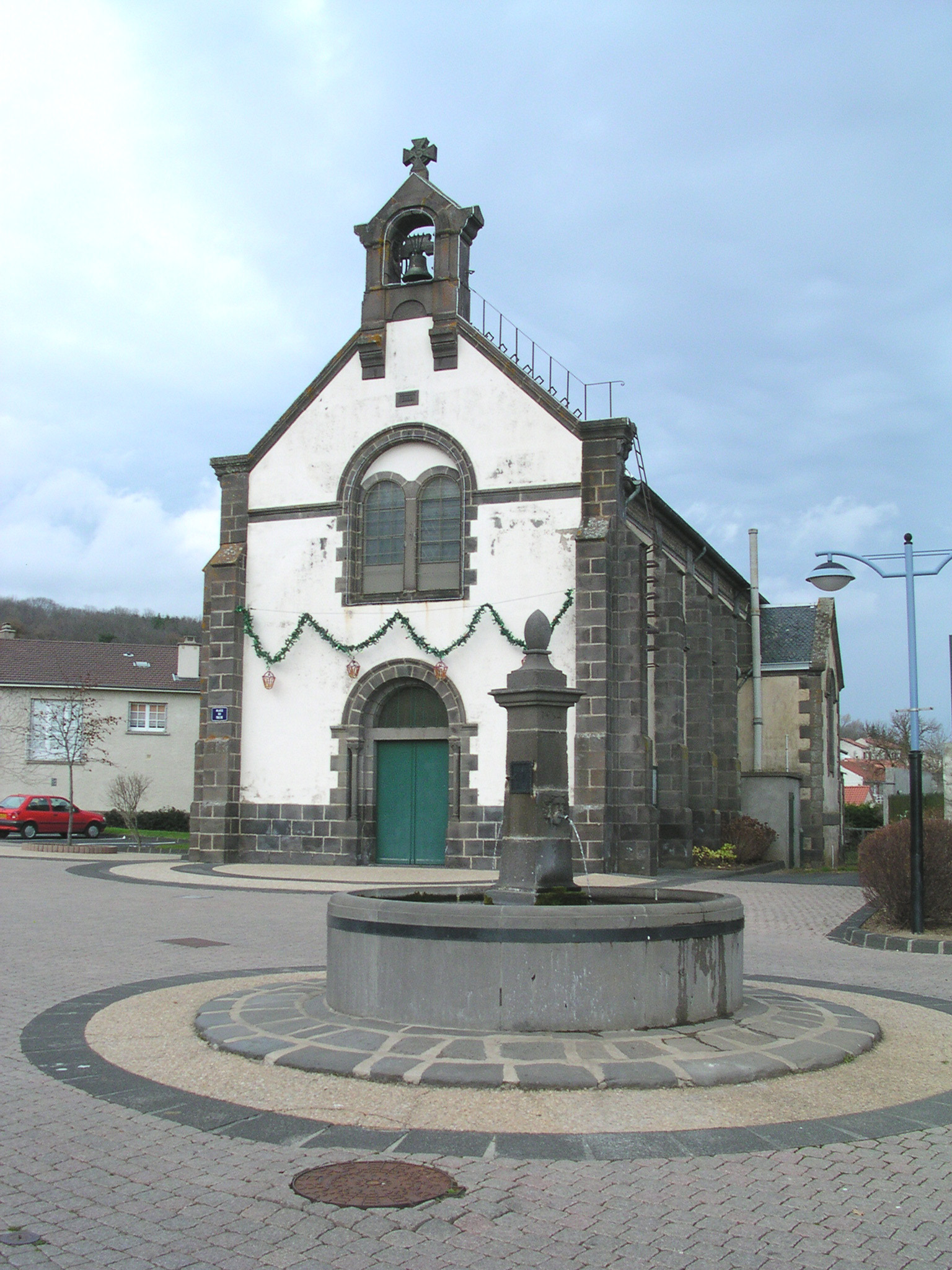
Kreuzerhöhungskirche in Argnat

- Mühle
- Lavoir in Argnat